# Orfeo Angelucci
Orfeo Matthew Angelucci (Orville Angelucci) (25 tháng 6, 1912 – 24 tháng 7, 1993) là một trong những "người tiếp xúc UFO" bất thường nhất trong những năm giữa thập niên 1950 tự nhận mình có mối liên hệ với người ngoài hành tinh.
Angelucci tuyên bố rằng ông bị sức khoẻ yếu ớt và cực kỳ lo lắng trong suốt cuộc đời của mình, và sau cùng vào năm 1948 vì lấy lý do liên quan đến sức khoẻ đã dời khỏi Trenton, New Jersey, để dọn sang California vào làm nhân viên lắp ráp tại nhà máy sản xuất máy bay của hãng Lockheed ở Burbank. Một kẻ tiếp xúc UFO khác, George Van Tassel, cũng từng làm việc tại nhà máy này.
Trong cuốn sách của mình, Orfeo Angelucci nói rằng ông đặc biệt kinh sợ sấm sét và bị thu hút bởi California vì ông nghe nói rằng cơn bão ở đó rất hiếm. Angelucci đã viết phiên bản đầu tiên của tài liệu giả khoa học về vật chất, năng lượng và sự sống, The Nature of Infinite Entities (Bản chất của các thực thể vô hạn) xuất bản năm 1952, dựa trên "nghiên cứu" được thực hiện sớm hơn ở Trenton, bao gồm việc tung ra hàng trăm khí cầu dự báo thời tiết.
Khởi đầu vào mùa hè năm 1952, theo lời Angelucci trong cuốn The Secret of the Saucers (Bí mật đĩa bay) xuất bản năm 1955, lần đầu tiên ông bắt gặp những chiếc đĩa bay và các phi công ngoài hành tinh thân thiện có ngoại hình giống con người lúc đang lái xe trên đường về nhà sau giờ làm việc. Những người không gian siêu nhân này khá là đẹp trai, cơ thể thường trong suốt và có tinh thần cao thượng. Cuối cùng Angelucci được đưa vào một chiếc đĩa bay không người lái của họ bay lên quỹ đạo của Trái Đất, nơi ông tận mắt nhìn thấy một "con tàu mẹ" khổng lồ trôi qua một cái ô cửa sổ. Ông cũng mô tả rằng đã trải qua một "khoảng thời gian mất tích" và cuối cùng bỗng nhớ ra mình đã sống một tuần trong cơ thể của "người anh em không gian" Sao Hải Vương, trong một xã hội tiên tiến hơn nằm trên "tiểu hành tinh lớn nhất", tàn tích của một hành tinh bị phá hủy, trong lúc cơ thể thực sự đang dạo quanh nhà máy trong tình trạng choáng váng.
Trong tác phẩm sau này của ông có tựa đề The Son of the Sun (Đứa con Mặt Trời), Angelucci kể lại một tài liệu mà ông thú nhận rằng mình nghe được từ một tay bác sĩ y khoa tự xưng là Adam, cũng có những trải nghiệm giống như ông. Angelucci cũng xuất bản nhiều cuốn sách nhỏ về các chủ đề có liên quan đến tình anh em trong vũ trụ, chẳng hạn như Million Year Prophecy (Lời tiên tri triệu năm) năm 1959, Concrete Evidence (Bằng chứng cụ thể) năm 1959 và Again We Exist (Một lần nữa chúng ta lại tồn tại) năm 1960.